# Sławomir Dygnatowski
Sławomir Jan Dygnatowski (ur. 5 czerwca 1956 w Warszawie) – generał broni pilot Wojska Polskiego.

## Życiorys
W latach 1973–1977 był podchorążym Wyższej Oficerskiej Szkoły Lotniczej im. Janka Krasickiego w Dęblinie. W latach 1985–1988 był słuchaczem Akademii Sztabu Generalnego. W 2001 roku ukończył studia podyplomowe w zakresie dyplomacji w Collegium Civitas Instytut Dyplomacji. W roku 2006 kurs oficerów flagowych NATO w Akademii Obrony NATO w Rzymie. Służbę wojskową rozpoczął w 1981 roku w 1 pułku lotnictwa myśliwskiego „Warszawa”, w którym przeszedł kolejne stanowiska, od starszego pilota klucza lotniczego do stanowiska dowódcy pułku (w latach 1994–1998). 1998 roku do 2004 służył w Dowództwie Wojsk Lotniczych i Obrony Powietrznej. Styczeń 2004 – wrzesień 2004 roku szef szkolenia 2 Korpusu Obrony Powietrznej w Bydgoszczy. Od 9 września 2004 do 7 listopada 2006 roku dowódca 1 Brygady Lotnictwa Taktycznego w Świdwinie. Od 15 sierpnia 2007 do lutego 2008 dowódca Centrum Operacji Powietrznych. W okresie od 11 lutego 2008 roku do września 2010 roku zastępca Dowódcy Operacyjnego Sił Zbrojnych. Od września 2010 do lipca 2012 roku pełnił obowiązki zastępcy szefa Sztabu Generalnego Wojska Polskiego. 9 sierpnia 2011 roku Prezydent RP, Bronisław Komorowski mianował go generałem broni.
26 lipca 2012 odbyło się uroczyste pożegnanie gen. Dygnatowskiego, odchodzącego do rezerwy. 31 lipca w siedzibie MON nastąpiło formalne zdanie urzędu.

## Lustracja
W listopadzie 2012 r. warszawski sąd wszczął proces gen. broni Sławomira Dygnatowskiego, którego pion lustracyjny IPN podejrzewa o zatajenie współpracy z Wojskową Służbą Wewnętrzną w latach 1979–1983.
29 marca 2018 roku Sąd Okręgowy Warszawa–Praga orzekł, sygn. akt V K 209/12, że Sławomir Dygnatowski złożył niezgodne z prawdą oświadczenie lustracyjne o treści, iż nie współpracował z organami bezpieczeństwa państwa podczas gdy materiał dowodowy zebrany w sprawie wykazał, iż wymieniony w okresie od września 1979 roku do sierpnia 1983 roku współpracował z funkcjonariuszami Wojskowej Służby Wewnętrznej w charakterze tajnego współpracownika o pseudonimie „Orion”. Sąd Apelacyjny w Warszawie orzeczeniem z dnia 8 listopada 2018 r. sygn. akt II AKa 218/18/L, po rozpoznaniu apelacji wniesionej przez obrońcę lustrowanego, utrzymał w mocy zaskarżone orzeczenie.

## Awanse
- generał brygady – 15 sierpnia 2005[7]
- generał dywizji – 11 listopada 2006[8]
- generał broni – 9 sierpnia 2011[9]

## Ordery i odznaczenia
- Krzyż Kawalerski Orderu Odrodzenia Polski – 2001[10]
- Złoty Krzyż Zasługi – 1997[11]
- Srebrny Krzyż Zasługi – 1993[12]
- Lotniczy Krzyż Zasługi
- Złoty Medal „Siły Zbrojne w Służbie Ojczyzny”
- Srebrny Medal „Siły Zbrojne w Służbie Ojczyzny”
- Brązowy Medal „Siły Zbrojne w Służbie Ojczyzny”
- Złoty Medal „Za zasługi dla obronności kraju”
- Odznaka Pilota
- Odznaka tytułu honorowego „Zasłużony Pilot Wojskowy”